# Alanís (Sevilla)
Alanís ist eine Gemeinde in der Provinz Sevilla in Spanien mit 1.673 Einwohnern (Stand: 2024). Sie liegt in der Comarca Sierra Norte in Andalusien. Die Gemeinde gehört zum Parque Natural de la Sierra Norte.

## Geografie
Die Gemeinde grenzt an die Gemeinden Azuaga, Cazalla de la Sierra, Constantina, Guadalcanal, Hornachuelos, Malcocinado, Las Navas de la Concepción und San Nicolás del Puerto.

## Geschichte
Der Ort geht auf die Kelten zurück, der heutige Ortskern geht allerdings auf die arabische Zeit zurück. Damals hieß die Siedlung Al-Haniz hieß, was „fruchtbar, blühendes Land“ bedeutet. Der alte keltischer Name war Iporci. In der Römerzeit hieß er  Ordo Iporcensium.

## Sehenswürdigkeiten
- Kirche Nuestra Señora de las Nieves
- Burg von Alanís